# Giovanni Schillaci
Giovanni Schillaci (ur. 3 listopada 1957 w Palermo) – włoski zapaśnik w stylu wolnym. Trzykrotny olimpijczyk. Siódmy w Seulu 1988, jedenasty w Barcelonie 1992 i szósty w Atlancie 1996. Startował w kategorii 62 kg.
Srebrny medalista mistrzostw świata w 1991 i brązowy w 1994. Zdobył cztery medale w mistrzostwach Europy, złoto w 1992. Złoty medal na igrzyskach śródziemnomorskich w 1987 i 1997. Wicemistrz świata juniorów w 1984 roku.